# Lucio Angulo
Lucio Angulo Espinosa (Saragozza, 9 aprile 1973) è un ex cestista spagnolo.
È il fratello di Alberto Angulo.

## Carriera
Con la Spagna ha disputato i Campionati europei del 2001 e i Campionati mondiali del 2002.

## Palmarès
- Campionato spagnolo: 1

Real Madrid: 1999-2000
- Copa del Rey: 1

Saski Baskonia: 1999